# Eurosat - CanCan Coaster
Eurosat - CanCan Coaster is een stalen indoorachtbaan in het Duitse Europa-Park en is een aangepast Eurosat model achtbaan. De achtbaan bevindt zich volledig in een 45 meter hoge grijze geodetische koepel. De voorgevel bestaat uit bebouwing in Franse stijl inclusief weergave van de Moulin Rouge. De in 1989 geopende achtbaan van MACK Rides kenmerkt zich door een spiraallift midden in de koepel. In 2018 werd de achtbaan hernoemd naar Eurosat - CanCan Coaster.

## Geschiedenis
In 1989 opende de achtbaan onder de naam Eurosat en deze had een ruimte-thema. De ritbeleving was geïnspireerd op de Disney-achtbaan Space Mountain. Het exterieur daarentegen was geïnspireerd op de geodetische koepel van Spaceship Earth in Epcot. Voor de entree stond een robot die in diverse talen bezoekers voorzag van informatie. Deze achtbaan maakte zijn laatste rit op 5 november 2017.
De attractie werd grotendeels omgebouwd en voorzien van nieuwe decoratie, nieuwe treinen en ritbeleving. De baan werd lichtelijk aangepast, maar de lay-out van de baan bleef wel hetzelfde ter ere van de oorspronkelijke ontwerper Franz Mack. De soundtrack van de attractie werd gecomponeerd door Eric Babak. Op 12 september 2018 werd Eurosat - Cancan Coaster feestelijk geopend. De nieuwe achtbaan kreeg veel kritiek, met name over de decoraties tijden de rit. In de eerste maanden van 2019 zijn deze decoraties vervangen door gedetailleerdere versies.

## VR-variant
Naast de reguliere achtbaan kwam er ook een virtual reality-variant. Deze was aanvankelijk gebaseerd op de film Valerian and the City of a Thousand Planets van Luc Besson. In januari 2024 werd het laatste ritje in deze virtual reality gemaakt. In het voorjaar van 2024 kreeg de VR-achtbaan een nieuw thema dat gebaseerd is op Andrew Lloyd Webber's musical The Phantom of the Opera.
Bezoekers moeten apart betalen om gebruik te maken van de virtual reality-ervaring. De VR-achtbaan heeft de beschikking over een eigen station.

## Afbeeldingen

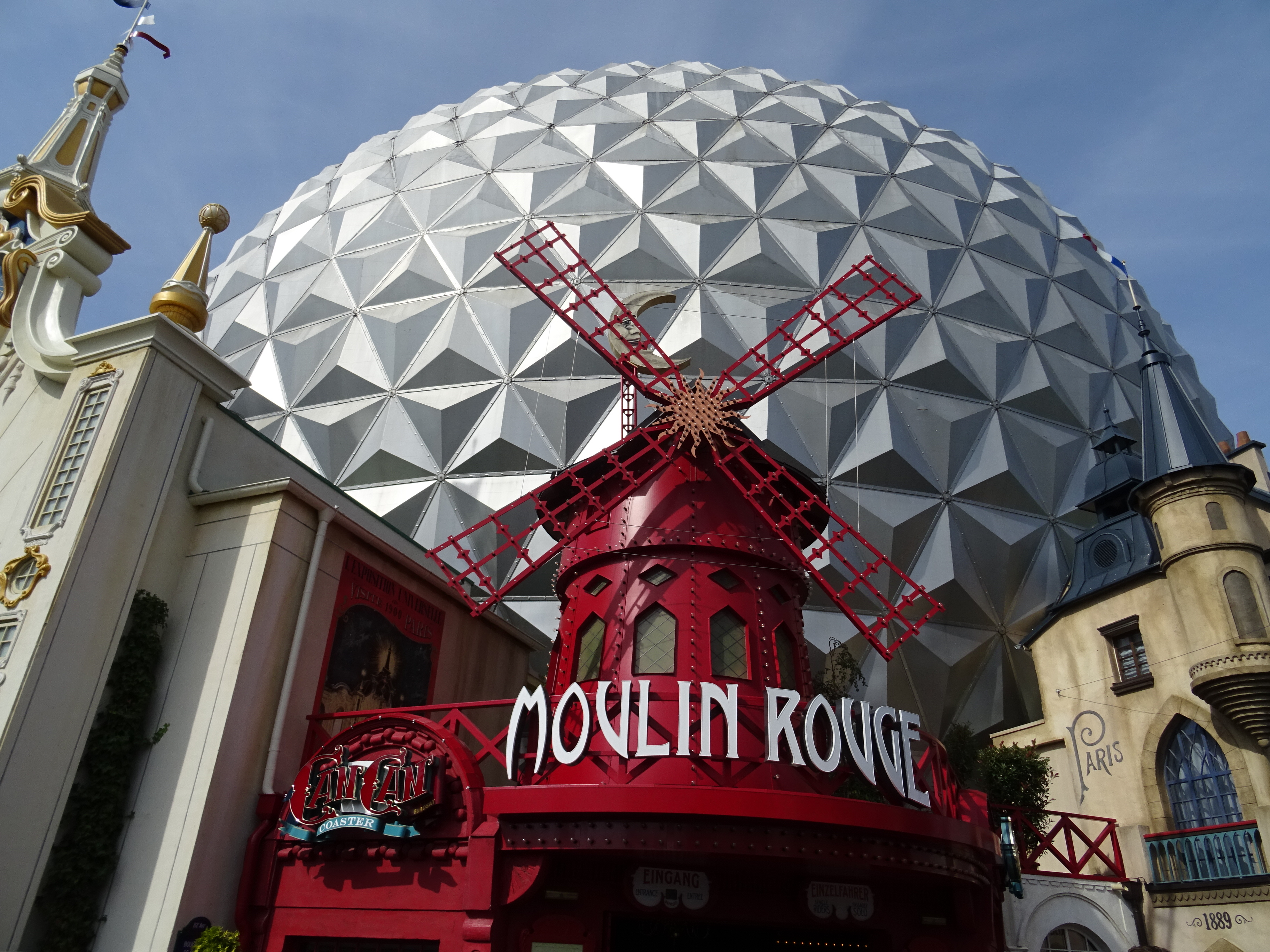
Detail voorgevel
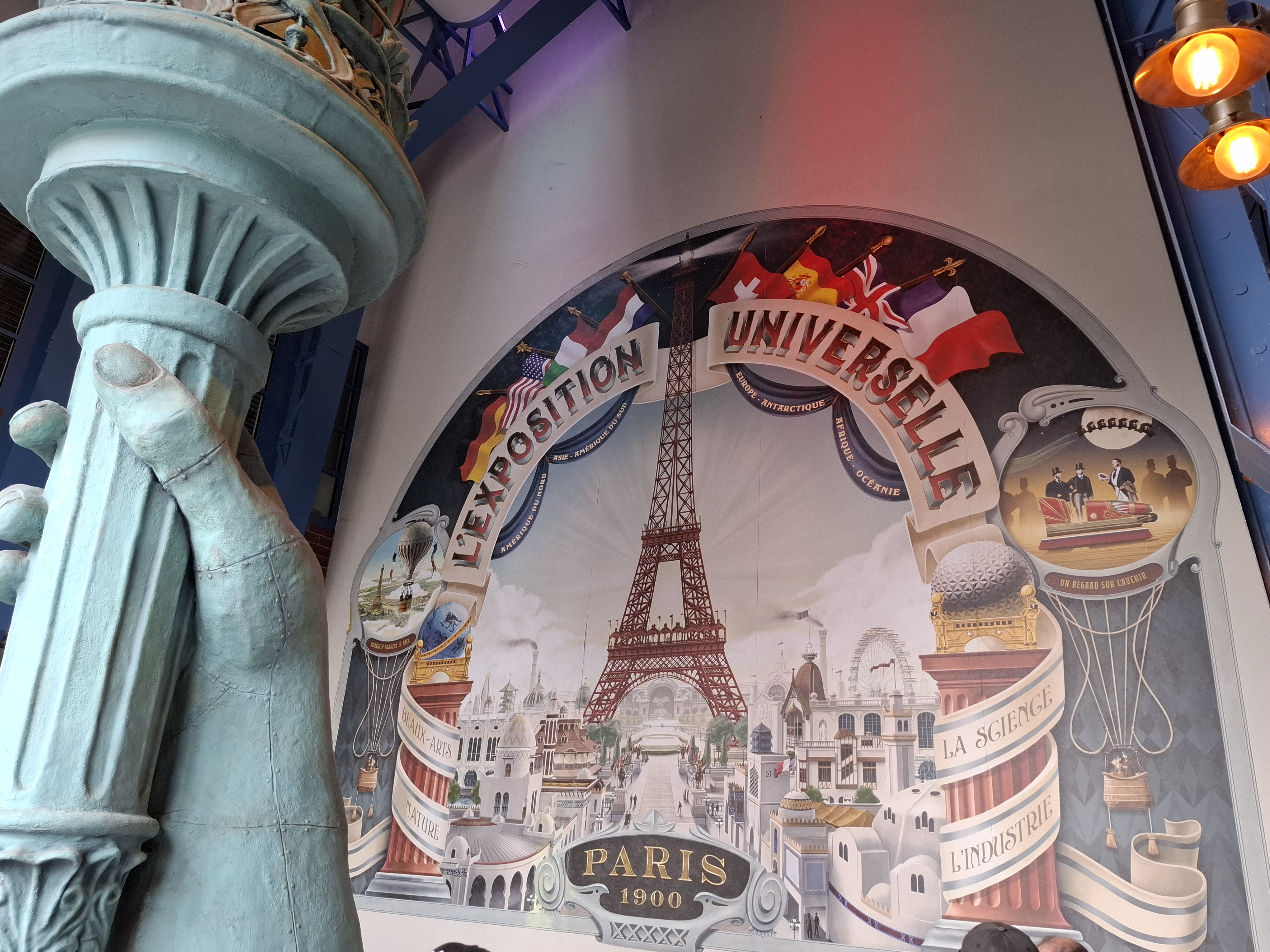
Wachtrij van Eurosat met de arm van het Vrijheidsbeeld
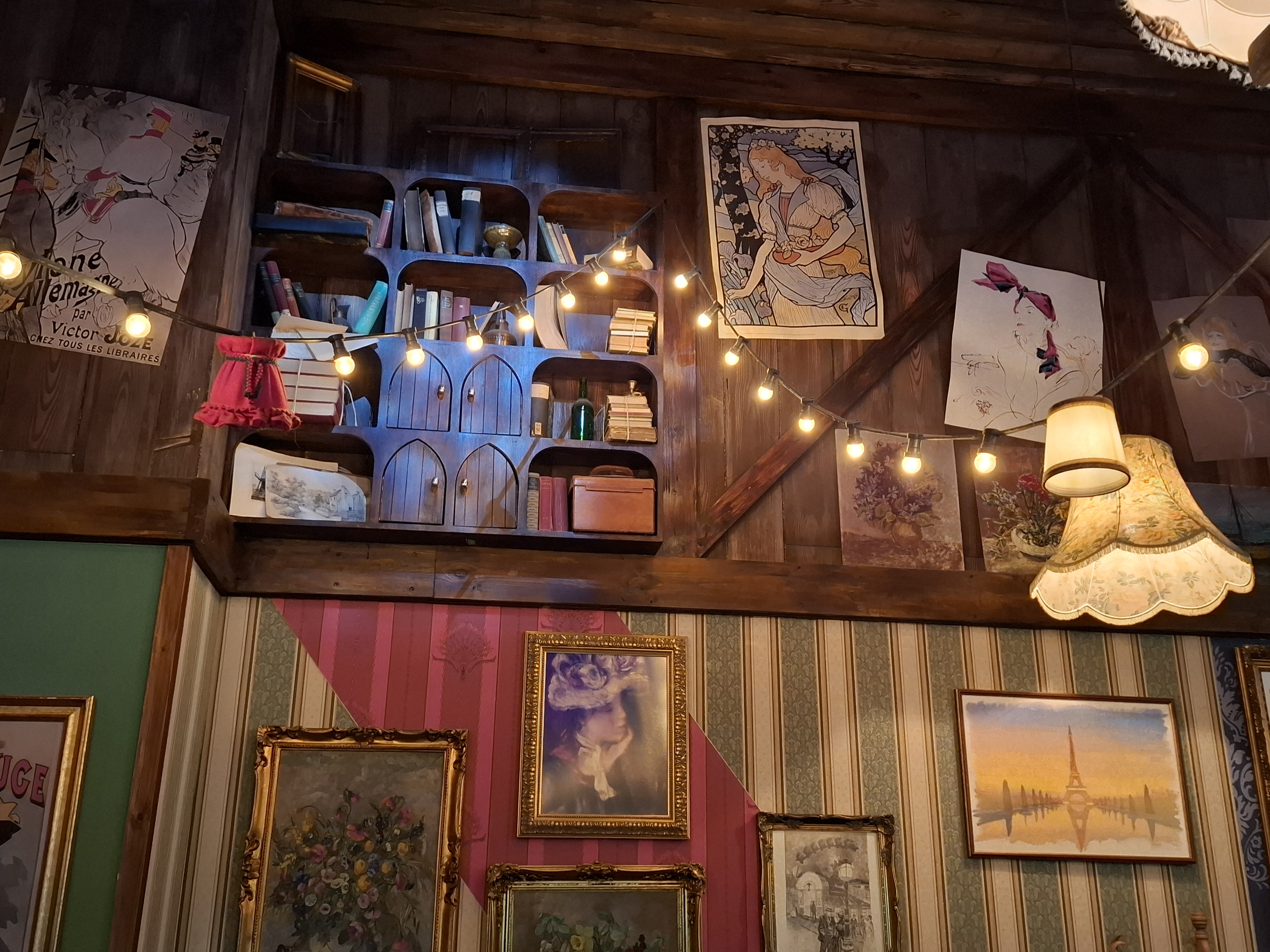
Chambre d'artiste, een wachtruimte
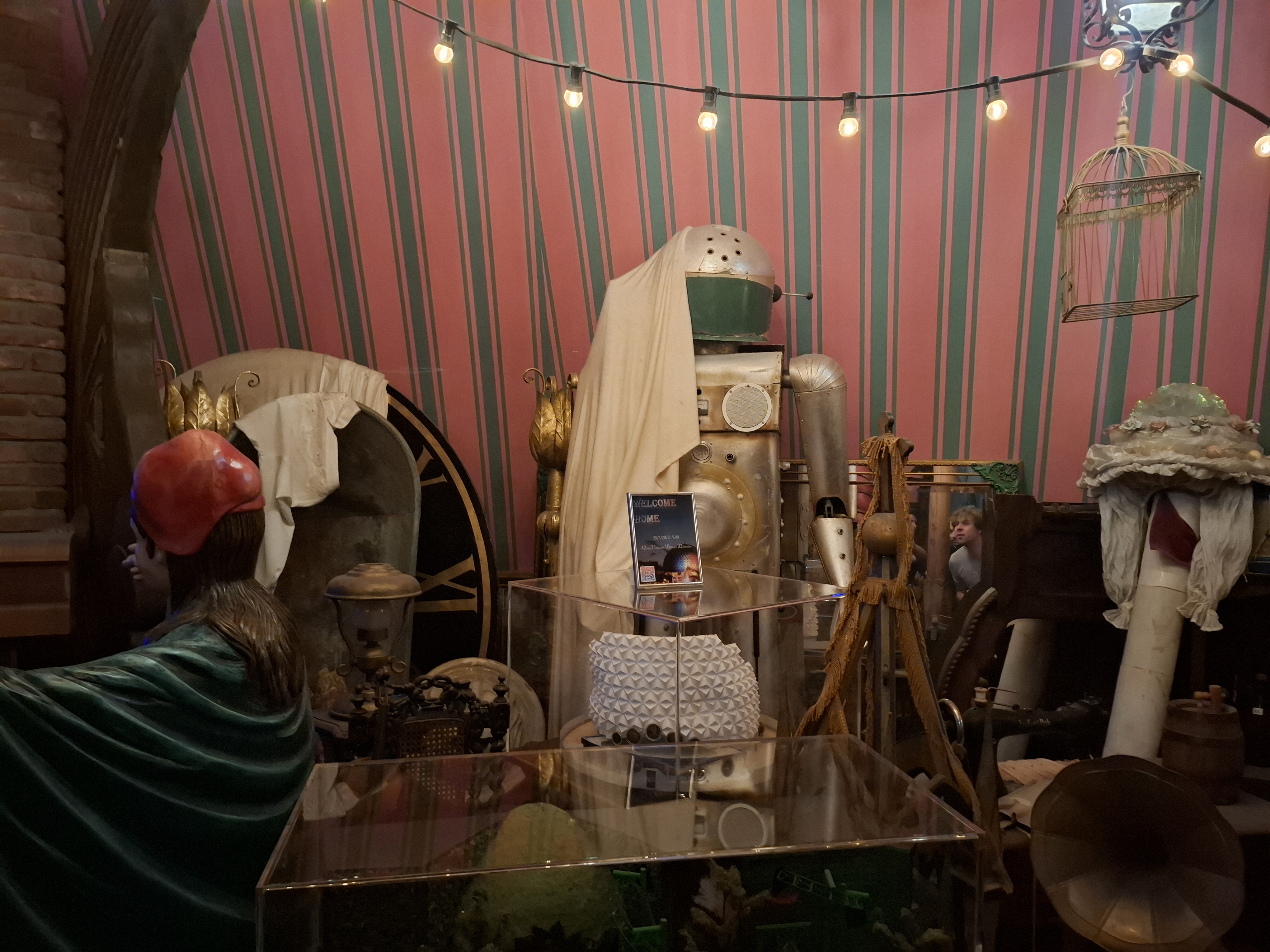
Wachtrij van CanCan met de robot van de oude Eurosat
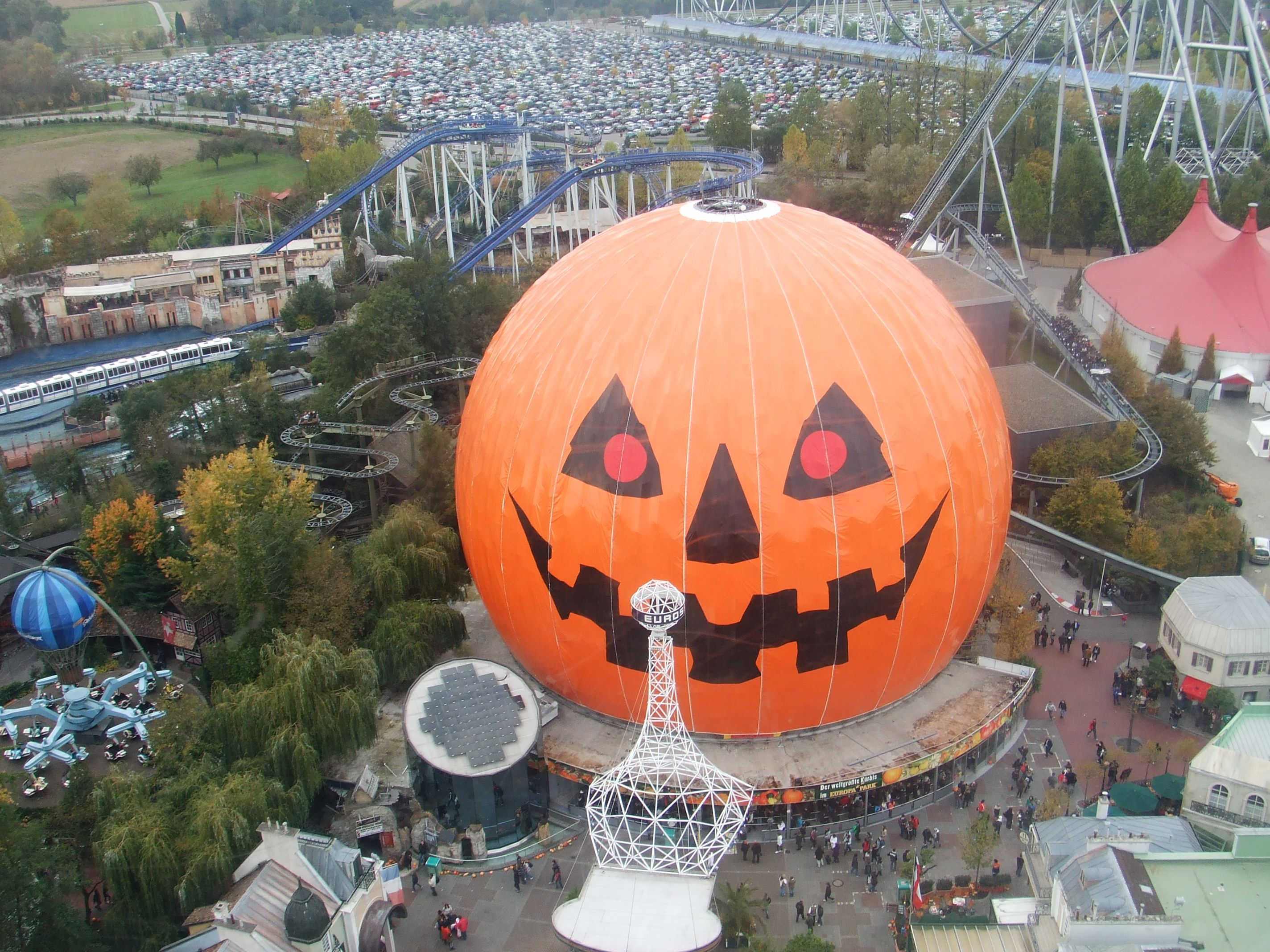
Halloween
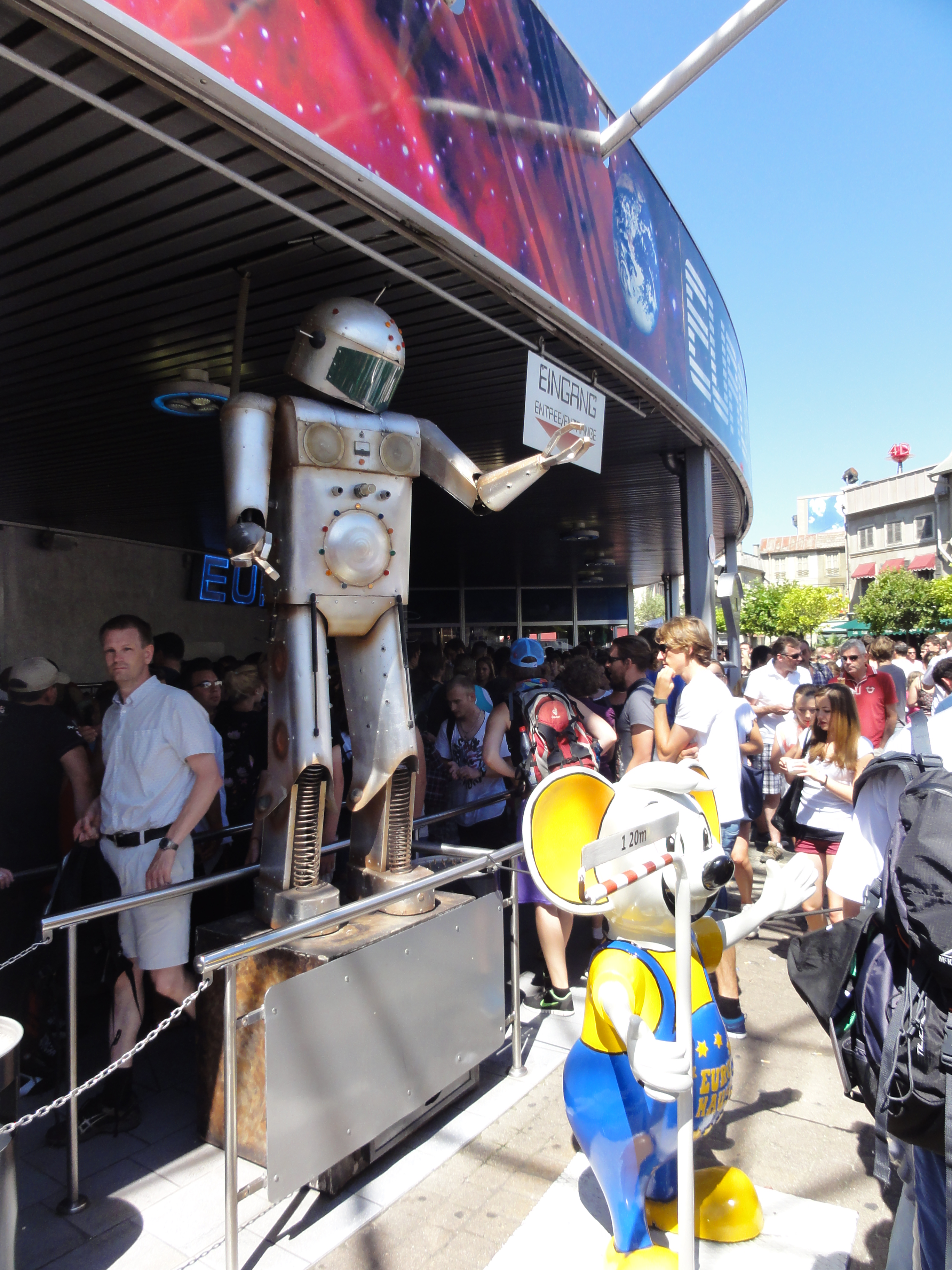
Voormalige entree met robot; 2012

Lijst van attracties in Europa-Park